# هوشنگ میرزایی
هوشنگ میرزایی (زادهٔ ۱۳۵۰ در کوهدشت – درگذشته ۲۱ اسفند ۱۳۹۹ در تهران) کارگردان و مستندساز ایرانی و عضو انجمن صنفی کارگردانی مستندسازان سینمای ایران بود. وی دارای مدرک کارشناسی کارگردانی از دانشکده صدا و سیما بود.
او از فیلمسازان مستقل سینمای ایران بود که با بودجه کم فیلم‌هایش را تهیه می‌کرد و تدوین و نویسندگی همه فیلم‌هایش را نیز خود انجام می‌داد.

## جوایز
میرزایی عضو هیئت داوری ۵۶امین جشنواره منطقه‌ای خلیج فارس انجمن سینمای جوانان ایران، عضو هیئت انتخاب بخش ملی و بین‌الملل ۵۰امین جشنواره بین‌المللی فیلم رشد در بخش مستند، عضو هیئت انتخاب بخش مستند ۳۶امین جشنواره بین‌المللی فیلم کوتاه تهران، داور بخش جنبی ۳۲امین جشنواره بین‌المللی فیلم کوتاه تهران، و داور ۱۸امین جشن سینمای ایران بود.
وی همچنین در سومین جشنواره فیلم‌های صنعتی ۱۳۹۴ مستند ژین حضور داشت.
مستند نیمه بلند با خدا می‌رقصم او، برنده جایزه بهترین مستند بالای ۳۰ دقیقه جشنواره بین‌المللی فیلم کلگری کانادا شد. همچنین فیلم با خدا می رقصم در سال ۲۰۱۶ نامزد جایزه بهترین فیلم نیمه بلند در فستیوال سینما دو ریل پاریس فرانسه شد. به پاس موفقیت‌ها و حضور پرشمار فیلم‌های او در جشنواره‌های داخلی و خارجی سی و سومین جشنواره بین‌المللی فیلم کوتاه تهران، بزرگداشت و بررسی کارهای او را در پردیس سینمایی چارسو برگزار شد. در این مراسم، فیلم‌های با خدا می‌رقصم و تفتان و ژین به نمایش درآمدند. فیلم‌های هوشنگ میرزایی در جشنواره‌های‌های فیلم کوتاه و مستند زیادی، مانند جشنواره فیلم کوتاه و مستند بیلبائو و جشنواره فیلم‌های مستند هات داکس کانادا و جشنواره فیلم‌های مستند شفیلد که جشنواره‌های مورد تأیید آکادمی اسکار هستند به نمایش درآمده و در سال ۱۳۸۸ فیلم کوتاه مستند چیزی شبیه چشمهایم او در چهارمین جشنواره بین‌المللی تصاویر احساس فیلم‌های کودکان کم توان آتن جایزه بزرگ ۷۰۰۰ یورویی جشنواره را به خود اختصاص داد. فیلم چیزی شبیه چشمهایم مورد تحسین تئو آنگلوپولوس قرار گرفت. این فیلم همچنین در بخش مسابقه جشنواره‌های فیلم فجر و جشنواره فیلم کوتاه تهران و جشنواره فیلم رشد نیز حضور داشت که در این جشنواره‌ها و بسیاری از جشنواره‌های مهم دیگر فیلم کوتاه جهان نظیر بیست و چهارمین جشنواره بین‌المللی فیلم کوتاه توث کورت _ اکس ان پروانس فرانسه جایزه ویژه هیئت داوران را بخود اختصاص داد.
جایزه بهترین فیلم کوتاه دومین جشنواره سینمای مستند کیش، جایزه هشتمین جشنواره سراسری سینمای دفاع مقدس، جایزه بهترین فیلم در ششمین جشنواره منطقه ای سینمای جوانان سنندج، جایزه بهترین فیلم در جشنواره مون دنس آمریکا، تندیس سیمین جشنواره فیلم رشد، مدال طلا جشنواره ورد فست آمریکا، جایزه بهترین فیلم در نهمین جشنواره کورتو ایمولا کشور ایتالیا، جایزه ویژه هیئت داوران جشنواره اکس ان پروانس – توث کورت فرانسه، جایزه بزرگ جشنواره فیلم مسکو، جایزه بهترین فیلم افرا طلایی در جشنواره یاهورینا بوسنی و هرزگوین، جایزه بهترین فیلم کوتاه مستند در سی امین جشنواره فیلم کوتاه تهران، جایزه ویژه بخش بین‌الملل در سی امین جشنواره فیلم کوتاه تهران، جایزه بهترین فیلم جشنواره فیلم‌های مستقل تسالونیکی یونان، جایزه بزرگ جشنواره فیلم‌های مستند جشنواره تصاویر احساس آتن به ریاست آنجلوپولوس، جایزه بهترین فیلم مستند جشنواره کلگری کانادا، جایزه تماشاگران جشنواره فیلم مستند میراداس داک اسپانیا، جایزه نهمین جشنواره فیلم کوتاه و مستند رضوی یزد و جایزه بهترین فیلم جشنواره کم توان‌های صربستان از جمله افتخارات سینمایی هوشنگ میرزایی است.

## نقاشی
میرزایی در زمینه نقاشی نیز فعالیت داشت و یکی از آثار او در سال ۱۳۷۲ و در مسابقات دانشجویی به موزه هنرهای معاصر تهران راه پیدا نمود.

## درگذشت
هوشنگ میرزایی پس از یک ماه مبارزه با بیماری کرونا (کووید ۱۹) در صبحگاه ٢١ اسفند ١٣٩٩ در ساعت هشت و سی و پنج دقیقه پس از ایست قلبی در بیمارستان فرهیختگان تهران درگذشت.

## فیلم‌ها[۴]
- سازنه
- با خدا می‌رقصم
- تفتان
- ژین
- چیزی شبیه چشم‌هایم
- فاصله
- آنارام
- سپیدار
- مرثیه ای برای خاک
- آلفارد
- عیدانه
- شهر خاموش
- به دیدار خورشید
- سنگ و سلاح
- سیب و رؤیا
- هیچ راهی دور نیست
- در اندوه بم
- همه جای ایران سرای من است.

## جوایز و افتخارات[۵]
1. جایزه بهترین فیلم کوتاه از دومین جشنواره سینمای مستند کیش برای مستند سازنه
2. جایزه هشتمین جشنواره سراسری سینمای دفاع مقدس
3. جایزه بهترین فیلم در ششمین جشنواره منطقه ای سینمای جوانان سنندج
4. جایزه بهترین فیلم در جشنواره مون دنس آمریکا
5. تندیس سیمین از سی و ششمین جشنواره فیلم رشد ۱۳۸۵ برای فیلم «چیزی شبیه چشم‌هایم»
6. مدال طلا جشنواره ورد فست آمریکا
7. جایزه بهترین فیلم در نهمین جشنواره کورتو ایمولا کشور ایتالیا
8. جایزه ویژه هیئت داوران جشنواره اکس ان پروانس - توث کورت فرانسه
9. جایزه بزرگ جشنواره فیلم مسکو
10. جایزه بهترین فیلم افرا طلایی در جشنواره یاهورینا بوسنی و هرزگوین
11. جایزه بهترین فیلم کوتاه مستند در سی امین جشنواره فیلم تهران ۱۳۹۲
12. جایزه ویژه بخش بین‌الملل در سی امین جشنواره فیلم کوتاه تهران ۱۳۹۲
13. جایزه بهترین فیلم جشنواره فیلم‌های مستقل تسالونیکی یونان
14. جایزه بزرگ جشنواره فیلم‌های مستند جشنواره تصاویر احساس آتن به ریاست آنجلوپولوس
15. جایزه بهترین فیلم مستند جشنواره کلگری کانادا
16. جایزه تماشاگران جشنواره فیلم مستند میراداس داک اسپانیا
17. جایزه نهمین جشنواره فیلم کوتاه و مستند رضوی یزد
18. جایزه بهترین فیلم جشنواره کم توان‌های صربستان
19. جایزه بهترین فیلم مستند با موضوع دفاع مقدس به فیلم همه جای ایران سرای من است در بیست و دومین جشنواره سراسری تولیدات مراکز صدا و سیما در بجنورد.